# Фукахори, Доминик Сэнюмон
Доминик Сэнюмон Фукахори (13.06.1894 г., Нагасаки, Япония — 21.06.1985 г., Фукуока, Япония) — католический прелат, епископ Фукуоки с 9 марта 1944 года по 15 ноября 1969 год.

## Биография
1 июля 1936 года Доминик Сэнюмон Фукахори был рукоположён в священника. 16 января 1941 года Святой Престол назначил Доминика Сэнюмона Фукахори апостольским администратором Фукахори.
9 марта 1944 года Римский папа Пий XII назначил Доминика Сэнюмона Фукахори епископом Фукуоки. 28 мая 1944 года состоялось рукоположение Доминика Сэнюмона Фукахори в епископа, которое совершил епископо Осаки Павел Ёсигоро Тагути в присутствии префекта Кагосимы священника Франциска Ксаверия Ититаро Идэгути.
18 ноября 1945 года Святой Престол назначил Доминика Сэнюмона Фукахори апостольским администратором Миядзаки. Эту должность он занимал до 22 декабря 1961 года.
Участвовал в работе I, II, III и IV сессиях Второго Ватиканского собора.
15 ноября 1969 года Доминик Сэнюмон Фукахори подал в отставку и в этот же день был назначен титулярным епископом Кредепулы.
21 июня 1985 года Доминик Сэнюмон Фукахори скончался в городе Фукуока.